# Spilosoma hainana
Spilosoma hainana là một loài bướm đêm thuộc phân họ Arctiinae, họ Erebidae.